# Lucha de gigantes (canción)
Lucha de gigantes es el título de una canción de la banda de pop rock española Nacha Pop, compuesta por Antonio Vega e incluida en su LP El momento.

## Descripción
Está considerada la mejor canción del LP que la contiene y es una de las más notables de la toda la discografía de la banda, abordando el tema de la fragilidad humana y la soledad. Se ha especulado sobre el significado de una letra bastante críptica, considerando que alude a los problemas de drogadicción y más concretamente, la heroína, que padecía el autor. Sin embargo el propio Antonio Vega, en una entrevista concedida en 2006, aclaró que el tema versaba sobre la astrofísica: Es un recuerdo de la ubicación de las dimensiones del ser humano en un entorno cósmico, de la relatividad entre la grandeza del hombre y su pequeñez en un entorno grandioso e infinito. Es un juego de palabras que lleva un poco a pensar en el juego relativo entre infinitud y lejanía.
El tema ha sido clasificado por la revista Rolling Stone en el número 177 de las 200 mejores canciones del pop-rock español, según el ranking publicado en 2010.

## En la cultura popular
Lucha de gigantes forma parte de la banda sonora de la película mexicana Amores perros (2000), de Alejandro González Iñárritu. El tema inspiró el título del documental Lucha de gigantes de Hernán Zin, estrenado en 2018. Dentro de una campaña de sensibilización de Acción contra el Hambre, también dio nombre a un disco solidario con temas de Antonio Vega interpretados por músicos nacionales e internacionales así como a un concierto benéfico contra el hambre en el Teatro Real de Madrid.

## Versiones
Versionada con bastante éxito por Sasha Sokol para su álbum Diamante en 1988, también para las bandas Celtas Cortos y Love of Lesbian, ambas en 2010, por Aleks Syntek (2017), por Thalía (2017) y por Agoney, Aitana y Amaia para el talent show de Televisión española Operación Triunfo (2018). También fue interpretada por la banda argentina de rock alternativo Cabezones (2012), Alfred García en el programa de televisión Tu cara me suena (2023) y finalmente en el año (2024) versionada por la coral infantil asturiana Anima Voices.